# Vélo d'Or français
A Bicicleta de Ouro Francesa (do francês Vélo d'Or français) é um galardão entregado anualmente pela revista francesa Velo Magazine ao ciclista da França de qualquer disciplina considerado por um conjunto de jornalistas como o mais importante do ano. É similar à Bicicleta de Ouro a nível mundial.
O prêmio foi criado no ano de 1992. O seu primeiro ganhador foi Laurent Jalabert. O ganhador é votado por dezoito jornalistas de diferentes partes do mundo, eleitos pela revista.
O ciclista que mais vezes tem obtido este reconhecimento é o ciclista de montanha Julien Absalon, com quatro galardões.

## Palmarés
| Ano  | Ganhador               | Segundo                 | Terceiro               |
| ---- | ---------------------- | ----------------------- | ---------------------- |
| 1992 | Laurent Jalabert       | Luc Leblanc             | Thierry Marie          |
| 1993 | Florian Rousseau       | Gilbert Duclos-Lassalle | Philippe Ermenault     |
| 1994 | Luc Leblanc            | Richard Virenque        | Florian Rousseau       |
| 1995 | Laurent Jalabert       | Richard Virenque        | Jeannie Longo          |
| 1996 | Florian Rousseau       | Jeannie Longo           | Félicia Ballanger      |
| 1997 | Laurent Brochard       | Florian Rousseau        | Laurent Jalabert       |
| 1998 | Florian Rousseau       | Félicia Ballanger       | Arnaud Tournant        |
| 1999 | Laurent Gané           | Félicia Ballanger       | Laurent Jalabert       |
| 2000 | Félicia Ballanger      | Florian Rousseau        | Miguel Martinez        |
| 2001 | Arnaud Tournant        | Laurent Jalabert        | Jeannie Longo          |
| 2002 | Laurent Jalabert       | Patrice Halgand         | David Moncoutié        |
| 2003 | Laurent Gané           | Richard Virenque        | Jean-Patrick Nazon     |
| 2004 | Julien Absalon         | Thomas Voeckler         | Richard Virenque       |
| 2005 | Julien Absalon         | David Moncoutié         | Anthony Geslin         |
| 2006 | Julien Absalon         | Frédéric Guesdon        | Cyril Dessel           |
| 2007 | Julien Absalon         | Christophe Moreau       | Sandy Casar            |
| 2008 | Sylvain Chavanel       | Julien Absalon          | Cyril Dessel           |
| 2009 | Grégory Baugé          | Pierrick Fédrigo        | Thomas Voeckler        |
| 2010 | Thomas Voeckler        | Sylvain Chavanel        | Grégory Baugé          |
| 2011 | Thomas Voeckler        | Pierre Rolland          | Grégory Baugé          |
| 2012 | Thomas Voeckler        | Julie Bresset           | Arnaud Démare          |
| 2013 | Christophe Riblon      | Julie Bresset           | Warren Barguil         |
| 2014 | Jean-Christophe Péraud | Pauline Ferrand-Prévot  | François Pervis        |
| 2015 | Thibaut Pinot          | Pauline Ferrand-Prévot  | Romain Bardet          |
| 2016 | Romain Bardet          | Arnaud Démare           | Julian Alaphilippe     |
| 2017 | Romain Bardet          | Warren Barguil          | Thibaut Pinot          |
| 2018 | Thibaut Pinot          | Julian Alaphilippe      | Romain Bardet          |
| 2019 | Julian Alaphilippe     | Thibaut Pinot           | Pauline Ferrand-Prévot |

## Palmarés por ciclistas
- Em negrito ciclistas em ativo.

| Ciclista               | Vitórias |
| ---------------------- | -------- |
| Julien Absalon         | 4        |
| Laurent Jalabert       | 3        |
| Florian Rousseau       | 3        |
| Thomas Voeckler        | 3        |
| Laurent Gané           | 2        |
| Thibaut Pinot          | 2        |
| Romain Bardet          | 2        |
| Luc Leblanc            | 1        |
| Laurent Brochard       | 1        |
| Félicia Ballanger      | 1        |
| Arnaud Tournant        | 1        |
| Sylvain Chavanel       | 1        |
| Grégory Baugé          | 1        |
| Christophe Riblon      | 1        |
| Jean-Christophe Péraud | 1        |
| Julian Alaphilippe     | 1        |